# Kabinettsgarten

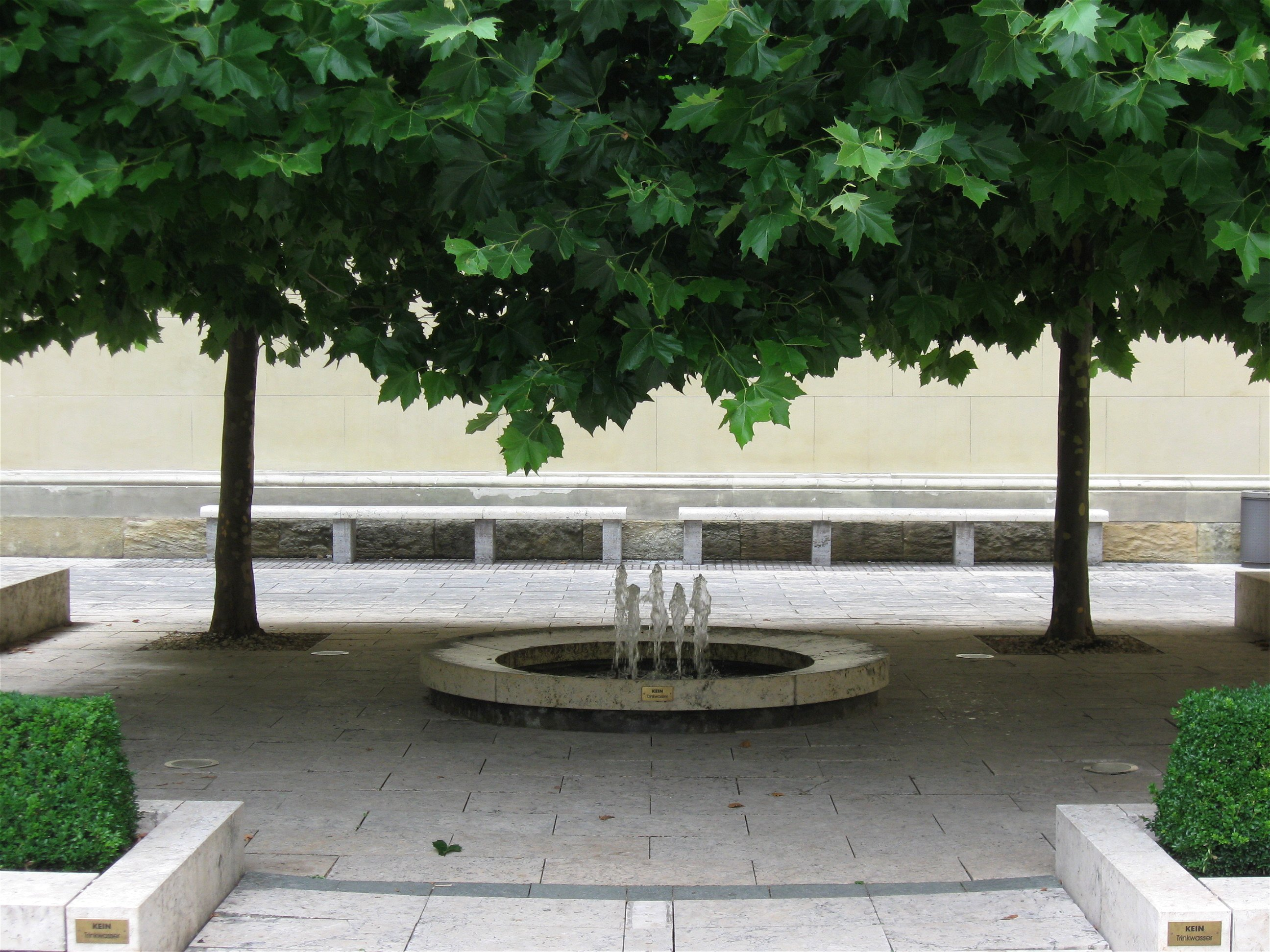
Zahrada Kabinetsgarten. Fontána pod platany

Zahrada Kabinettsgarten je malé nádvoří na východní straně Královské rezidence v Mnichově. Sousedí s Dvorním kostelem Všech svatých („Allerheiligen-Hofkirche") a s divadlem Cuvilliés.

## Historie

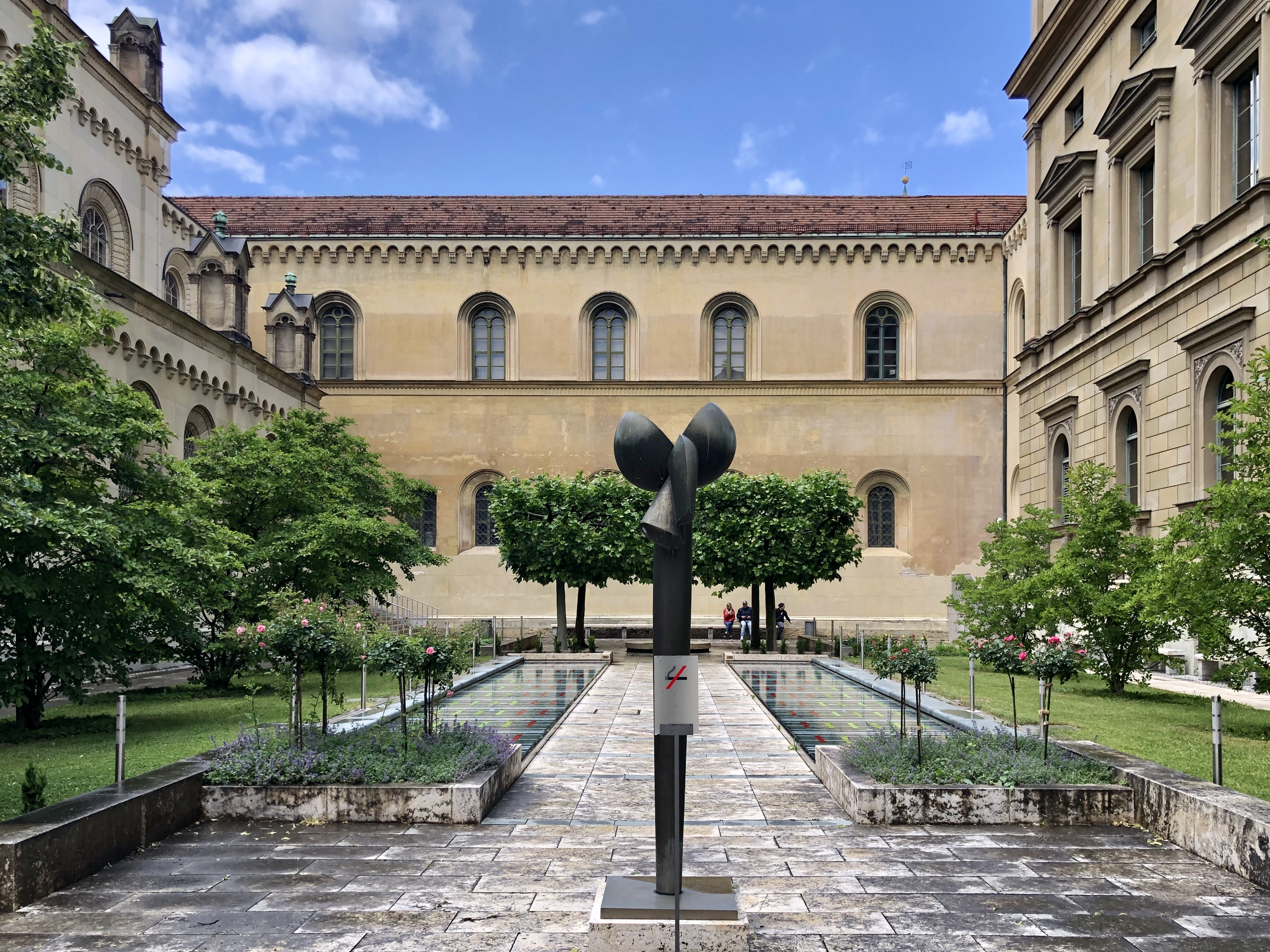
Zahrada Kabinetsgarten

V polovině 19. století vzniklo na východním okraji rezidence malé nádvoří, které bylo obehnáno zdí a mohlo se do něj vstupovat pouze úzkým otvorem. Jako uzavřený zahradní prostor dostalo název Kabinettsgarten. Původně byla uprostřed kašna obklopená trávníky a keři. Podél zdi nádvoří byly čtyři lípy a dřevěná pergola. Ve dvacátém století však pergola zmizela, zahrada zpustla a používala se k pěstování zeleniny a k chovu kuřat. V roce 2002 rozhodlo bavorské ministerstvo financí o rekonstrukci zahrady, kterou provedl krajinářský architekt Peter Kluska. Práce trvaly od října 2002 do června 2003. Náklad rekonstrukce činil 437 000 eur.Zahrada je veřejnosti přístupná.

## Vznik

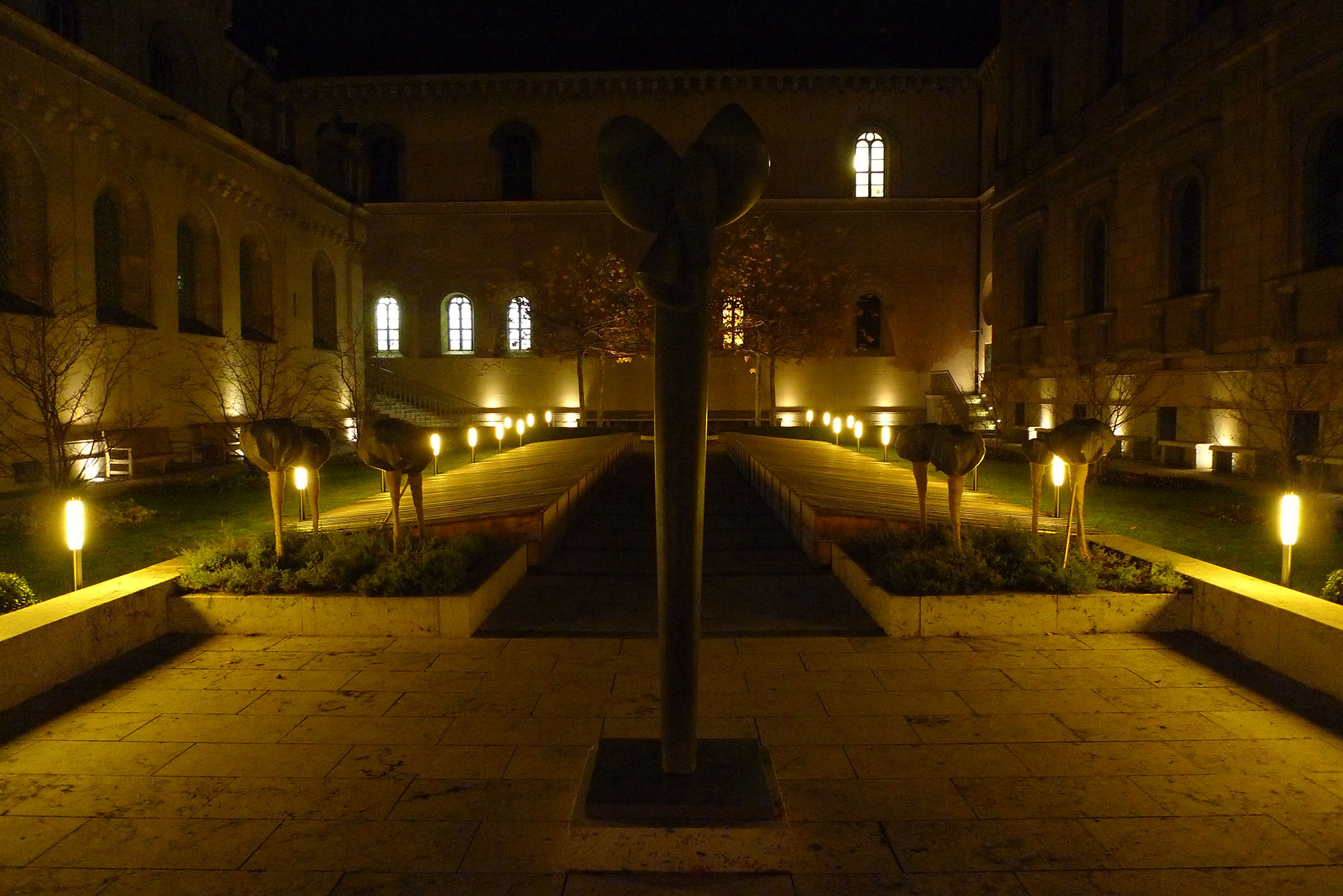
Zahrada Kabinettsgarten v noci

Malá zahrada o rozloze 1000 m²  vyplňuje prostor mezi budovami rezidence. Je přístupná široké veřejnosti z náměstí Marstallplatz.Také z rezidence do ní vede nově vytvořené venkovní schodiště. Dále je přístupná z Dvorního kostela Allerheiligen-Hofkirche, z foyeru divadla Cuvilliés a z nádvoři Brunnenhof.
Úzkým vstupem z Marstallplatz se přichází na malé prostranství se sochou sochaře Fritze Koeniga. Následuje středová cesta s mělkými bazénky po stranách, které jsou ohraničeny geometrickými mozaikami, lemovánými úzkými pruhy trávy. Na protějším konci je opět malé prostranství s fontánkou. Kolem ní jsou čtyři platany a jejich koruny jsou řezány tak, aby tvořily společnou střechu. Na okrajích zahrady jsou boční stezky, takže se může chodit po celé ploše. Všude kolem jsou lavičky, kde se návštěvníci mohou usadit. Podlahové desky, schody a kamenné bloky jsou z velmi světlého vápence a oživují barevné tóny fasád. Mělké bazény mají tmavé dno z ortoruly a jsou členěny pomocí bílých pruhů ze skleněných kamenů. V nich je zabudován pravidelný vzor červených a zelených skleněných ploch. Voda a světlo přidávají pohyb.
Zahrada byla roku 2005 oceněna na německé soutěži krajinářské architektury.  a roce 2006 pak nominována do soutěže o cenu Svazu německých architektů („BDA Preis Bayern"). Byla označena jako „malý drahokam”, který vyzařuje “klidnou atmosféru” a vytváří „okouzlující náladu.”.